# تلکام اسلوونی
تلکام اسلوونی (انگلیسی: Telekom Slovenije) شرکت مخابرات اسلوونیایی است، که در سال ۱۹۹۵ تأسیس شد.